# Нижняя Мельница (Брянская область)

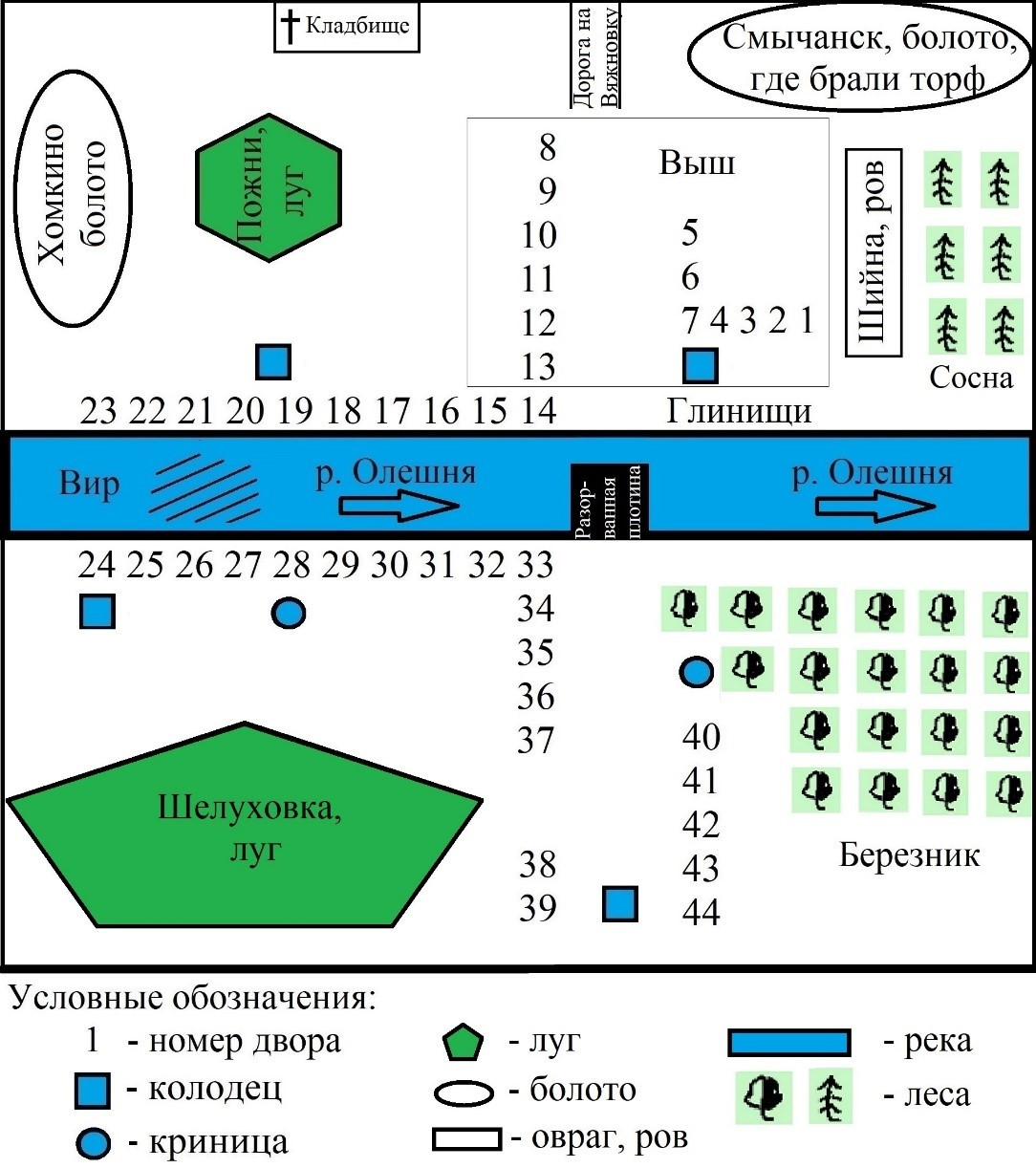
Схематичное изображение населенного пункта примерно на 1961 год, составленное на основе рассказов местных жителей.

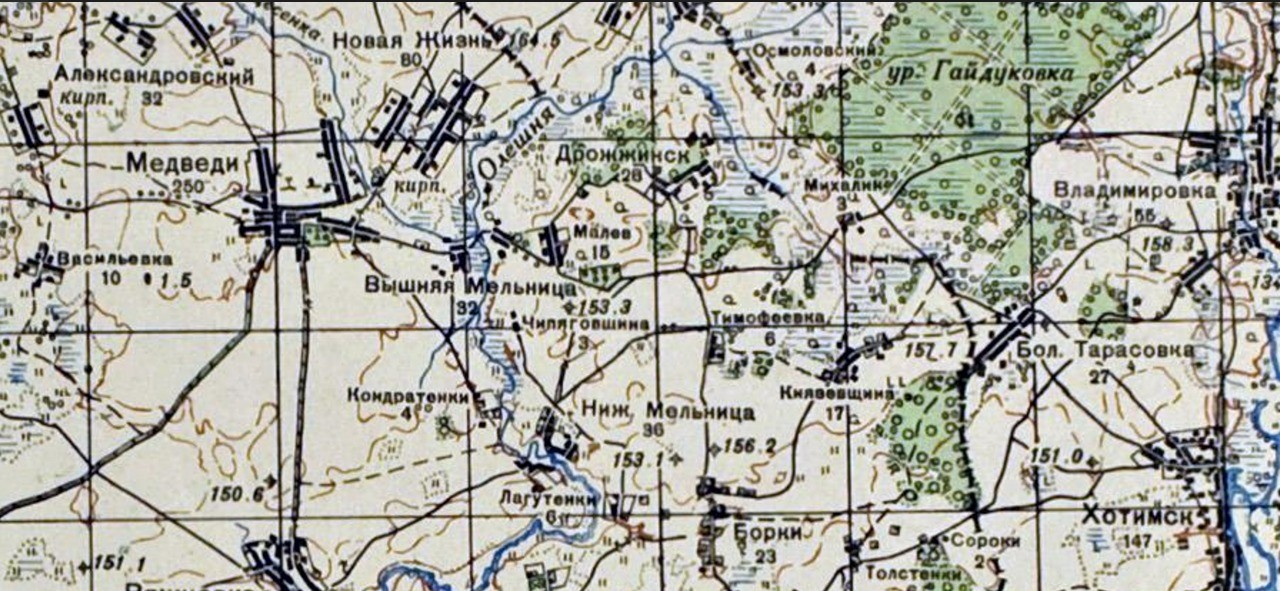
Фрагмент карты РККА 1932 г.

Нижняя Мельница — упразднённая деревня в Красногорском районе Брянской области России. Ныне урочище на территории Макаричского сельского поселения.
Изначально поселение сложилось, как хутор при водяных мельницах, стоящих на реке Олешня.

## Название
Имеет второе название Дальняя Мельница. Оба ойконима парны к близко расположенном урочищу Вышняя (Ближняя) Мельница.

## География
Урочище находится в западной части Брянской области, в зоне хвойно-широколиственных лесов, в пределах восточной окраины Полесской низменности, на берегу реки Олешня

### Климат
Климат характеризуется как умеренно континентальный. Среднегодовая многолетняя температура воздуха составляет 10 °С. Средняя температура воздуха самого тёплого месяца (июля) — 23,9 °C (абсолютный максимум — 32 °C); самого холодного (января) — −3,8 °C (абсолютный минимум — −25 °C). Безморозный период длится в среднем 170—190 дней. Среднегодовое количество атмосферных осадков составляет 550—600 мм.

## История
Точная дата возникновения не поддается датировке. В Румянцевской Генеральной Описи Малороссии 1765—1769 гг. обе мельницы упоминаются, как «состоящие на реке Лешне у села Медведи в 2-х и 4-х верстах». Владельцами мельниц указаны «здешние уроженцы» мельники отец и сын Ращинины (Рощинины): Семен Борисов 75 лет и Алексей Семенов 25 лет. При Семене Борисове живут также ещё 2 сына: Захарий Семенов 23-х лет с семьей и Василий Семенов 13-ти лет. Само же возникновение фамилии Ращина (Рощина) -> Ращинин (Рощинин) -> Рощин сводится, судя по всему, к слову «ращина/росчина», что на местном наречии означает закваску для приготовления хлеба.
Помимо семьи мельников Ращининых (Рощининых), первыми жителями будущих Вышней и Нижней Мельниц были их работники. Вот, что об этом говорит Румянцевская Генеральная Опись Малороссии 1765—1769 гг.: «При нём (Алексее Семенове — прим.) живёт для обучения мастерства мельничного вышедший с Польши звания посполитого Авсей Мельников, 15-ти лет, здоров. Работница его Алексея Семенова девка Дария Осипова, урождённая села Медведей, с подданства сего же владения, нанимается в год денег за 1 рубль на платьях и харчах хозяйских, 15-ти лет, здорова» и «Работник его (Семена Борисова — прим.) Григорий Тимохов Приходьков, выходец польский звания посполитого, лет 30-ти, здоров. Служит год за 2 рубля и 80 копеек денег на одежде и харчах хозяйских».
Постепенно население хуторов росло, однако Мельницам не суждено было стать отдельными самостоятельными селами и обзавестись своей церковью, — сказывалась их географическая изолированность и нишевая специализация хозяйства. Поэтому жители Мельниц относились к приходу ближайшей к ним Покровской церкви села Медведи, чьи исповедные росписи содержат среди прочего имена и возраст жителей обеих Мельниц. Что примечательно, жители Мельниц часто были перечислены ближе к концу текста росписей или или ревизских сказок, что, вероятно, указывало, на их общепризнанную географическую самостоятельность.
С развитием системы крепостного права в России жители Мельниц перешли из разряда лично свободных посполитых крестьян в разряд помещичьих. Так, уже в ревизской сказке от 28 сентября 1811 года жители обеих Мельниц перечислены среди крестьян села Медведи, как крестьяне помещиков Гудовичей, а позже — Баратовых.
С отменой крепостного права в 1861 году жители Мельниц получили большую мобильность, а сами населенные пункты стали активно развиваться. Так, в «Списке населенных мест Российской Империи за 1866 г.» хутор Нижняя Мельница административно отмечен уже отдельно от села Медведи, а согласно «Списку населенных мест Черниговской губернии, имеющих не менее 10 жителей, по данным за 1892 год» в Нижней Мельнице насчитывалось уже 13 дворов с 70 жителями в них, а в Вышней Мельнице — 11 дворов с 55 жителями. В этот период времени в Мельницах активно развивалось плотницкое дело, а часть населения работала по найму в соседнем имении Малев.
Максимальной численности населения за свою историю Мельницы достигли в 20-х гг. ХХ века. Так, поселенный окладной список плательщиков единого сельскохозяйственного налога 1923 г. насчитал в Вышней Мельнице 147 человек в 21 хозяйстве, а Всесоюзная перепись населения 1926 г. показала там же 150 человек в 25 хозяйствах. В Нижней Мельнице к тому моменту насчитывалось уже 240 человек.
Война оставила неизгладимый след в истории обеих Мельниц. После освобождения от немецкой оккупации в 1944 г. в Мельницах была проведена Похозяйственная перепись населения, которая показала в Вышней Мельнице 17 хозяйств и 100 жителей в них, а в Нижней Мельнице — 39 хозяйств и 203 жителей.
Нижняя Мельница входила в колхоз «Красная Мельница», который поначалу существовал отдельно, а потом присоединился в качестве бригады к «Колхозу имени Чапаева» села Медведи. В колхозе были конюшня, коровник, телятник, свинарник, мельница (сначала водяная, потом от тракторного двигателя и с 1965 года, когда Нижняя Мельница была электрифицирована, от электричества) и чесальная машина для овечьей шерсти, которую приносили на обработку со всей округи.
В 1960-х гг. Нижняя Мельница насчитывала не менее 44 жилых домов.
К 1986 году в поселке оставалось 26 домов с 59 жителями: 29 пенсионеров, 21 колхозник, 6 школьников и студентов, 2 дошкольника, 1 солдат срочной службы.
В 1986 году четыре населённых пункта района — Барсуки, Князевщина, Прогресс и Нижняя Мельница — пострадали от радиации настолько сильно, что были включены в зону отчуждения.
В 1988 г. населённый пункт исключен из учётных данных.